# Zrzeszenie Wolność i Niezawisłość Stowarzyszenie Społeczno-Kombatanckie
Zrzeszenie Wolność i Niezawisłość Stowarzyszenie Społeczno-Kombatanckie (Zrzeszenie WiN) – ogólnopolska organizacja pozarządowa z siedzibą w Lublinie, założona w 1990, skupiająca byłych żołnierzy Zrzeszenia Wolność i Niezawisłość, organizacji antykomunistycznych, a także osoby niebędące kombatantami.
Zrzeszenie Wolność i Niezawisłość Stowarzyszenie Społeczno-Kombatanckie kontynuuje tradycję i dorobek Zrzeszenia Wolność i Niezawisłość (1945–1947).
Statut Zrzeszenia WiN wskazuje cele typowe dla środowisk kombatanckich, a w szczególności: starania o uzyskanie uprawnień kombatanckich, których reżim PRL odmawiał WiN-owcom, upamiętnianie w różnych formach działalności niepodległościowej WiN, podjęcie działalności wydawniczej, wypowiadanie się w sprawach ogólnych, istotnych nie tylko dla środowisk kombatanckich, lecz dla całego kraju.
Zrzeszenie ma strukturę ogólnopolską. Zarząd Główny mieści się w Lublinie, któremu podporządkowane są 4 obszary (oddziały): Centralny (Łódź), Południowy (Kraków), Wschodni (Lublin), Zachodni (Wrocław). Najmniejszą jednostką organizacyjną są koła terenowe.
Najwyższą władzą Zrzeszenia jest Zjazd Delegatów. W okresach międzyzjazdowych władzę sprawują Zarząd Główny i Główna Komisja Rewizyjna. Członkowie tych ciał są wybierani przez kolejny Zjazd Delegatów na okres czterech lat. Działalnością Związku kieruje prezes Zarządu Głównego. W skład Zarządu Głównego wchodzą prezesi istniejących obszarów.

## Prezesi Zarządu Głównego Zrzeszenia WiN
- gen. bryg. Mieczysław Huchla (1990–1996)
- płk Jerzy Woźniak (1996–2003)
- dr hab. Janusz Kurtyka (2003–2010)
- mjr Jerzy Pasierbiak (2010–2012)
- ppłk Stanisław Gajewski (p.o. 2012)
- kpt. Zbigniew Młyniec (2012–nadal)

## Wydawnictwa
Od 1992 r. Komisja Historyczna Zrzeszenia WiN wydaje „Zeszyty Historyczne WiN-u”, dotyczące dziejów walki Polaków o niepodległość w latach 1939–1989. Szczególne miejsce zajmuje na ich łamach zagadnienie oporu zbrojnego z lat 1944/45–1956. Są one zasługą Andrzeja Zagórskiego, historyka, który zaprojektował profil tematyczny i przy udziale Ludwika Nalezińskiego realizował wszystkie prace redakcyjne, organizacyjne, rozliczeniowe – aż do kolportażu włącznie – jako prace społeczne. Obecnie funkcję redaktora naczelnego pełni dr Wojciech Frazik.
Organizacja wydaje również czasopismo „Orzeł Biały”, jako miesięcznik oparty na wzorach takiego samego tytułu Biuletynu Zarządu Obszaru Południowego WiN z lat 1946–1947.